# Jeannette Dalpé
Jeannette Dalpé (1918 - 17 juillet 2009 à Montréal) était une enseignante et une auteure de comptines qui s'adressaient aux enfants de la maternelle.

## Biographie
Jeannette Dalpé fut dès 1946 la directrice de la Maternelle St-Germain d’Outremont, une des premières maternelles du Québec, puis fondatrice en 1958 de la Maternelle Dalpé. Elle a également fondé en 1953, l’Association d’éducation préscolaire du Québec, dont elle sera présidente jusqu'en 1959.
De 1971 à 1981, elle publie divers recueils de comptines accompagnés de disques.
En 1977, elle a dirigé le Cercle Dalpé de la Société d’études et de conférence.
Également créditée sous les noms de Jeannette Colleret-Dalpé et Jeannette Dalpe.
Elle était l'épouse de Roger Colleret.

## Discographie
- Disques 45 tours
  - Jeannette Dalpé et voix de Guy Sanche, Les Comptines de Jeannette Dalpé, livre et disque 45 tours, Centre Éducatif et Culturel (CEC), 1971, 26 pages.
- Disques 33 tours:
  - Les comptines de Jeannette Dalpé, Compositeur/ Interprète: Roger Colleret, Éditeur, Québec : ALPEC, 1972.
  - Chansonnettes pour les petits [enregistrement sonore] : vol. 1 / paroles des chansons: Jeannette Dalpé, Compositeur/ Interprète: Roger Colleret, Éditeur: [Montréal] : Fantel ; Don Mill (Ont.) : distribution RCA, vers 1972.
  - Lustucru, Chansons Comptines Pour Enfants, Beauport : Rhéaume ; Hull, Québec : Distribué par Novalis, 1981.
  - La Pomme, Chansons Comptines Pour Enfants, brochure (24 p. : ill. : 7 cm.) et disque, Beauport : Rhéaume ; Hull, Québec : Distribué par Novalis, 1981.

## Prix et récompenses
- 1981 : Ordre des francophones d’Amérique.
- 2000 : le Prix Monique-Vaillancourt-Antippa.